# Sam Balter
Samuel Balter, Jr. (Detroit, Míchigan; 15 de octubre de 1909-Los Ángeles, California; 8 de agosto de 1998), más conocido como Sam Balter, fue un baloncestista estadounidense que compitió tras dejar la universidad en la Amateur Athletic Union (AAU), una liga amateur, ya que el profesionalismo en el baloncesto en aquella época era prácticamente inexistente. Ganó la medalla de oro en los Juegos Olímpicos de Berlín 1936, siendo el único jugador judío en unas olimpiadas celebradas bajo el dominio nazi.

## Trayectoria deportiva

### Universidad
Al acabar el high school, fue fichado por los Chicago White Sox de la Liga profesional de béisbol, pero decidió finalmente ir a la universidad, jugando durante cuatro años con los Bruins de la Universidad de California, Los Ángeles, equipo del que fue capitán en 1929.
En 1988 fue incluido en el Salón de la Fama de la universidad.

### Juegos Olímpicos
En 1936 fue uno de los cinco exjugadores de UCLA incluidos en la selección de Estados Unidos para participar en los Juegos Olímpicos de Berlín 1936. En realidad, no fue una selección al uso, ya que se escogió al equipo patrocinado por Universal Pictures en la AAU para representar a su país. En un principio tuvo reticencias para acudir a los juegos, ya que era judío en una época en la que los nazis tenían en poder en Alemania pero fue persuadido por Avery Brundage, garantizándole que no habría propaganda antisemita durante la competición.
El equipo estadounidense se hizo con la medalla de oro, en un torneo en el que Balter promedió 8,5 puntos por partido, teniendo su mejor actuación ante México, en las semifinales, logrando 10 puntos, en un partido que acabaría con el resultado de 25-10.

## Vida posterior
Cuando dejó el baloncesto en activo, Balter se convirtió en comentarista radiofónico, siendo el director de deportes de la emisora KLAC de Los Ángeles entre 1946 y 1962. Trabajó también en la KABC. Fue analista deportivo de las retransmisiones televisivas de los equipos de los Hollywood Stars y Los Angeles Angels de la Pacific Coast League. Trabajó como speaker de los Cincinnati Reds en 1942. Fue el primer comentarista de un partido televisado de fútbol americano en Los Ángeles, disputado entre USC y Utah.
Recibió a lo largo de su vida numerosos galardones por su trayectoria profesional, entre los que destacan el aparecer en el Salón de la Fama de los comentaristas deportivos del Sur de California, el premio al mejor comentarista otorgado por el periódico Los Angeles Times y el premio al mejor periodista deportivo nacional otorgado por Variety, en 1953.

## Fallecimiento
Balter falleció en 1998 en su residencia de Los Ángeles a los 88 años de edad, a causa de una complicación originada por una reciente operación en el ábdomen. Dejó viuda, Mildred, con la que estuvo casado durante 67 años, una hija, Barbara, y tres nietas.